# Shape (canción)
«Shape» es el cuarto y último sencillo de Angels with Dirty Faces, segundo álbum de estudio de Sugababes. Fue compuesta por Sting, Dominic Miller y Craig Dodds, quienes produjeron la canción. La balada de pop y R&B de medio tiempo incorpora una muestra de la grabación de Sting de 1993 "Shape of My Heart", cuya voz aparece en el coro.
Debutó en el número 11 de la lista UK Singles Chart de Reino Unido, que fue a su vez, su máxima posición. Alcanzó los veinte primeros puestos en las listas de Irlanda, los Países Bajos, Noruega y el Reino Unido. 

## Video musical
El video musical de la canción fue dirigido por Michael Gracey y Pete Commins, y filmado en Sídney, Australia. El video fue censurado y luego se volvió a filmar debido a su representación de desnudos. Presenta a los Sugababes en un baile de máscaras en una mansión.

## Posicionamiento en listas
| Lista (2003)                                | Máxima posición |
| ------------------------------------------- | --------------- |
| Alemania (Offizielle Deutsche Charts)       | 39              |
| Australia (ARIA)                            | 75              |
| Austria (Ö3 Austria Top 40)                 | 50              |
| Bélgica (Flandes) (Ultratop 50)             | 49              |
| Bélgica (Valonia) (Ultratip Bubbling Under) | 2               |
| Croacia (HRT)                               | 3               |
| (Eurochart Hot 100)                         | 40              |
| Irlanda (IRMA)                              | 9               |
| Italia (FIMI)                               | 30              |
| Países Bajos (Dutch Top 40)                 | 7               |
| Países Bajos (Mega Single Top 100)          | 10              |
| Noruega (VG-lista)                          | 16              |
| Reino Unido (UK Singles Chart)              | 11              |
| Rumania (Romanian Top 100)                  | 27              |
| Suiza (Schweizer Hitparade)                 | 40              |

## Créditos y personal
Los créditos son una adaptación de las notas de Overloaded: The Singles Collection.
- Compositores: Sting, Dominic Miller, Craig Dodds
- Teclados – Jonathan Quarmby
- Voces: Keisha Buchnan, Muttya Buena, Heidi Range
- Bajo – Kevin Bacon
- Producción – Craigie Dodds
- Ingeniería – Jack Guy
- Programación – Craigie Dodds
- Grabación vocal adicional – Ben Georgiades
- Programación adicional – Dean Barratt